# 휴전 (1997년 영화)
《휴전》(La Tregua, The Truce)은 스위스에서 제작된 프란체스코 로시 감독의 1997년 드라마, 전쟁 영화이다. 존 터투로 등이 주연으로 출연하였고 베라 벨몽 등이 제작에 참여하였다. 이 영화는 로시 감독이 2015년 사망하기 전 제작한 마지막 영화이다.

## 출연

### 주연
- 존 터투로
- 라드 세르베드지야

### 조연
- 마시모 기니
- 스테파노 디오니시
- 테코 셀리오
- 로베르토 시트란
- 클라우디오 비시오
- 앤디 루오토
- 에그니에즈카 와그너
- 프랑코 트레비시
- 페데리코 파치피치
- 에르네스토 라마
- 카스파 웨이스
- 아메디오 터투로

## 기타
- 공동제작: 다니엘 주타
- 협력프로듀서: 도미니크 그린
- 미술: 안드레아 크리산티
- 세트: 스테파노 팔트리니에리
- 배역: 샤일라 루빈
- 프로덕션매니저: 조르지 가트조브